# Lineaspis striata
Lineaspis striata är en insektsart som först beskrevs av Robert Newstead 1897.  Lineaspis striata ingår i släktet Lineaspis och familjen pansarsköldlöss. Inga underarter finns listade i Catalogue of Life.